# یونان کوپر
یونان کوپر (انگلیسی: Yunnan Copper) شرکت دولتی معدن چینی است، که در سال ۱۹۵۸ تأسیس شد.